# MARF
模件音频识别框架（英語：Modular Audio Recognition Framework，MARF）是一个用JAVA写的采集声音／语音／语言／文本和自然语言处理（NLP）算法的研究平台。它被安排进一个模件和延伸性框架用来试图促进新的算法。MARF可在应用软件中用作库来使用或作为学习和扩展的原始资料。MARF提供了几种应用的例子来展示如何使用框架。同时MARF提供了详细的JAVA DOC格式使用手册和API 参考（页面存档备份，存于）。MARF 及其应用程序以BSD license发行。